# Zabavia
Zabavia (in sloveno Zabavlje) è una frazione di 22 abitanti del comune sloveno di Capodistria, il principale comune dell'Istria settentrionale.
L'abitato è posto in una zona collinare, lungo la strada che da Loparo arriva a Bucciai ed a Truscolo correndo sempre sopra il crinale che separa l'alta valle della Dragogna (Dragonja) da quella del Pignovazzo (Pinjevac).
Il paese di Zabavia (Zabavlje), detto anche Subavia e Xabavia, divenne nel 1528 feudo dei Facina, poi della famiglia Gavardo ed, in parte, nel 1534 dei conti Verzi.